# Are Eller
Are Eller (nascido em 23 de novembro de 1947 em Rakke) é um atleta estoniano, jornalista desportivo e remador.
Nas décadas de 1960 e 1970 ganhou 36 medalhas de ouro no campeonato estoniano de remo. De 1964 a 1975 foi membro da Selecção da Estónia.
Entre 1979 e 1992 foi repórter da Eesti Televisioon e a partir de 1984 apresentou a série de televisão Mootorite maailmas. Desde 1992 ele é jornalista desportivo freelance.
Desde 1994 é membro da delegação da Estónia nos Jogos Paraolímpicos.
Em 2018 foi premiado com a Ordem da Estrela Branca, V classe.